# Episodi di Investigatore offresi (quinta stagione)
La quinta stagione della serie televisiva Investigatore offresi è stata trasmessa in anteprima nel Regno Unito dalla Independent Television tra il 7 luglio 1971 e il 29 settembre 1971.
| nº | Titolo originale                                     | Titolo italiano | Prima TV UK       | Prima TV Italia |
| -- | ---------------------------------------------------- | --------------- | ----------------- | --------------- |
| 1  | A Mug Named Frank                                    |                 | 7 luglio 1971     |                 |
| 2  | Well-There Was This Girl, You See...                 |                 | 14 luglio 1971    |                 |
| 3  | Slip Home in the Dark                                |                 | 21 luglio 1971    |                 |
| 4  | I Always Wanted a Swimming Pool                      |                 | 28 luglio 1971    |                 |
| 5  | The Beater and the Game                              |                 | 4 agosto 1971     |                 |
| 6  | Come Into the Garden, Rose                           |                 | 11 agosto 1971    |                 |
| 7  | And When You've Paid the Bill, You're None the Wiser |                 | 18 agosto 1971    |                 |
| 8  | Who Wants to Be Told Bad News?                       |                 | 25 agosto 1971    |                 |
| 9  | The Man Who Didn't Eat Sweets                        |                 | 1º settembre 1971 |                 |
| 10 | Ward of Court                                        |                 | 8 settembre 1971  |                 |
| 11 | Transatlantic Cousins                                |                 | 15 settembre 1971 |                 |
| 12 | Shades of White                                      |                 | 22 settembre 1971 |                 |
| 13 | John VII. Verse 24                                   |                 | 29 settembre 1971 |                 |